# К
K, к (cursiva K, к) es una letra del alfabeto cirílico.
Equivale a la K española, tanto gráfica como fonéticamente; se lee "Ka". Sin embargo, la K minúscula cirílica es distinta de la K minúscula latina en cuanto a su grafía: compárese "к - k".

## Uso

### Sistema numeral cirílico
En la antigüedad, en el sistema numeral cirílico, esta letra tenía el valor numérico 20.

## Tabla de códigos
| Codificación de caracteres | Tipo      | Decimal | Hexadecimal | Octal  | Binario             |
| -------------------------- | --------- | ------- | ----------- | ------ | ------------------- |
| Unicode                    | Mayúscula | 1050    | 041A        | 002032 | 0000 0100 0001 1010 |
| Unicode                    | Minúscula | 1082    | 043A        | 002072 | 0000 0100 0011 1010 |
| ISO 8859-5                 | Mayúscula | 186     | BA          | 272    | 1011 1010           |
| ISO 8859-5                 | Minúscula | 218     | DA          | 332    | 1101 1010           |
| KOI 8                      | Mayúscula | 235     | EB          | 353    | 1110 1011           |
| KOI 8                      | Minúscula | 203     | CB          | 313    | 1100 1011           |
| Windows 1251               | Mayúscula | 202     | CA          | 312    | 1100 1010           |
| Windows 1251               | Minúscula | 234     | EA          | 352    | 1110 1010           |
Sus códigos HTML son: &#1050; o &#x41A; para la minúscula y &#1082; o &#x43A; para la minúscula.
- Datos: Q82320
- Multimedia: Cyrillic Ka / Q82320